# Alberto Fouillioux
Alberto Jorge Fouilloux Ahumada (ur. 22 listopada 1940 w Santiago, zm. 23 czerwca 2018) – chilijski piłkarz, pomocnik. Brązowy medalista MŚ 62.
W reprezentacji Chile zagrał 70 razy i strzelił 12 bramek. Debiutował 23 marca 1959 w meczu z RFN, ostatni raz zagrał w 1972. Oprócz MŚ 62 brał udział w MŚ 66, w obu turniejach rozegrał po dwa spotkania. Był wówczas piłkarzem Universidad Católica. Grał w tym klubie w latach 1957–1969, dwukrotnie sięgając po tytuł mistrza kraju (1961 i 1966). W ojczyźnie bronił również barw Huachipato (1970–1971) i Unión Española (1972). Karierę kończył we francuskim Lille OSC (1972–1975).